# 毒扁豆
毒扁豆（学名：Physostigma venenosum）毒扁豆生長於熱帶，植株可高達五十呎，花朵為紅色，豆莢長而扁，種子是棕色扁平的大豆子。
毒扁豆的種子含有毒扁豆鹼(physostigmine)，可使人類窒息死亡。

## 歷史
毒扁豆在奈及利亞卡拉巴普遍生長，故又名卡拉巴豆。